# سيراتا

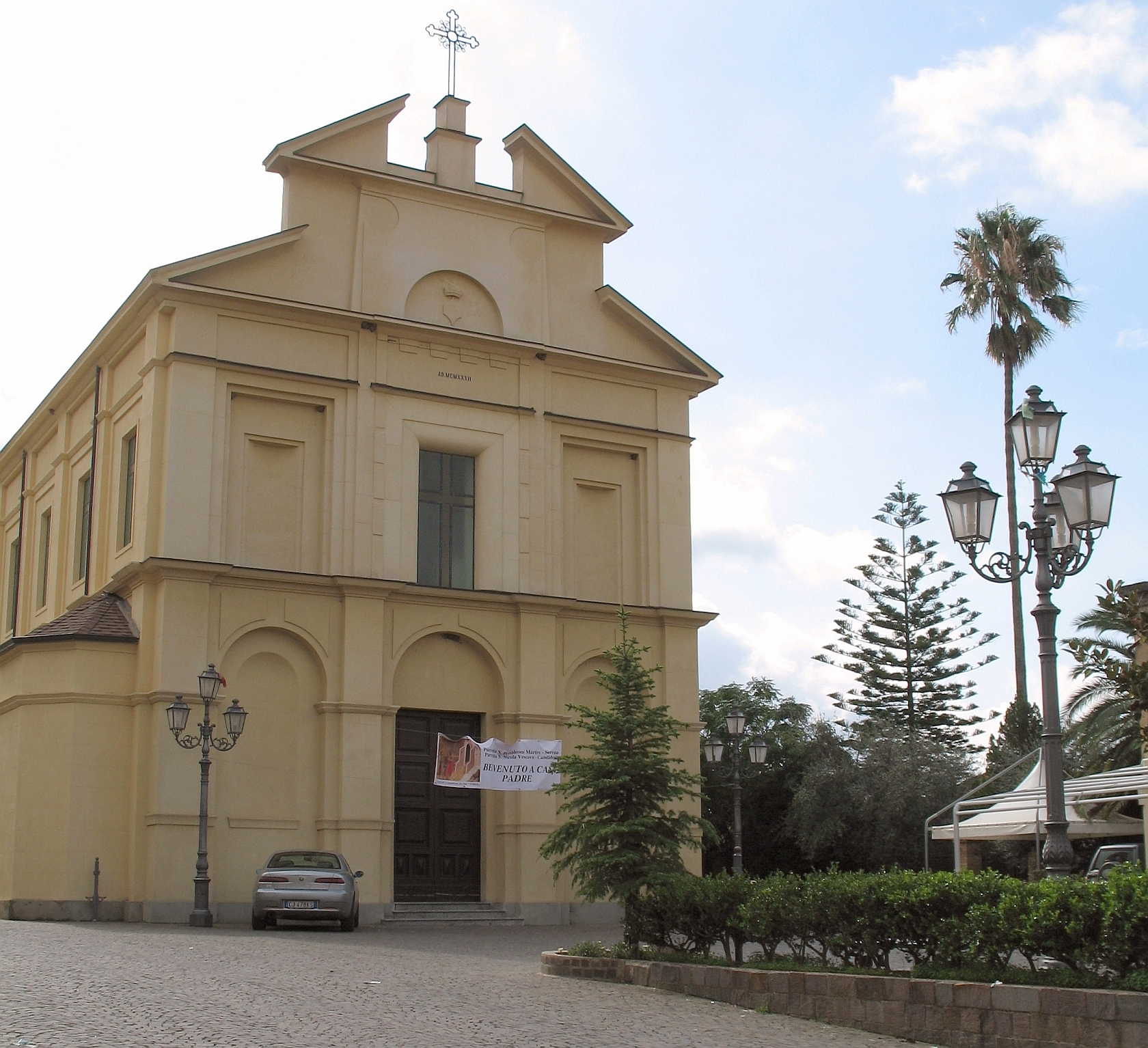
أبرشية سان بانتاليوني

هي مدينة تقع في مقاطعة ريدجو كالابريا في إيطاليا .